# Гуљијелмо (Козенца)
Гуљијелмо је насеље у Италији у округу Козенца, региону Калабрија.
Према процени из 2011. у насељу је живело 253 становника. Насеље се налази на надморској висини од 564 м.